# Petrópolis Futebol Clube
Petrópolis Futebol Clube é uma agremiação esportiva da cidade de Petrópolis. Fundado como Tanguá Esporte e Cultura em 13 de junho de 2006, o clube mudou de nome para Gonçalense Futebol Clube em 13 de outubro de 2013. Entre 2022 e 2024, o Gonçalense fechou uma parceria com o Petrópolis, um clube de futebol de sete fundado em 2014, e passou a adotar o nome Gonçalense/Petrópolis.
Em 18 de janeiro de 2024, o Gonçalense anunciou a fusão com o Petrópolis, adotando o novo nome de forma definitiva e se transferindo para Petrópolis.

## História

### Tanguá Esporte e Cultura (2006-2013)

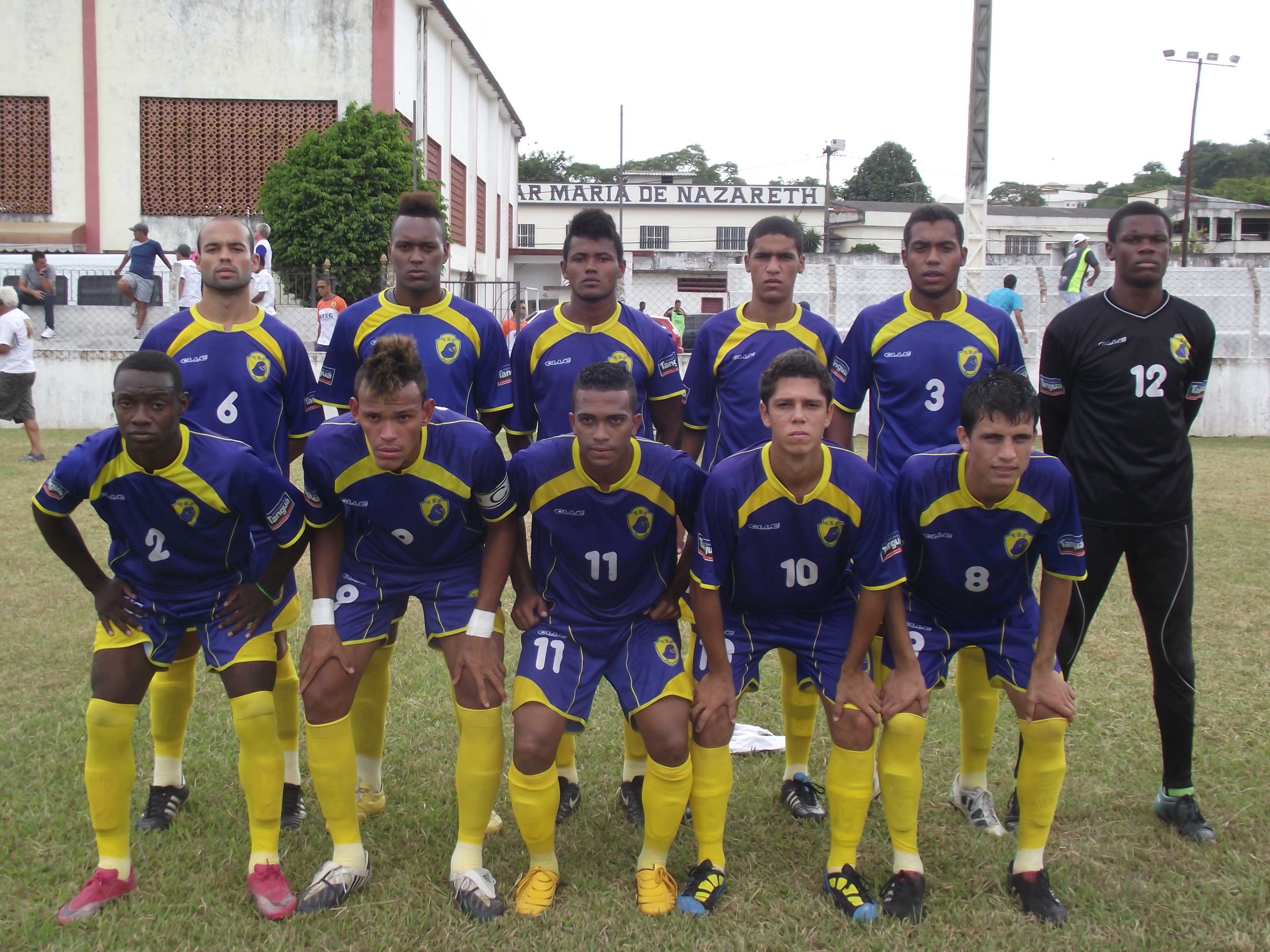
Equipe profissional do Tanguá em 2012

O Tanguá Esporte e Cultura foi fundado na cidade de Tanguá, no estado do Rio de Janeiro, no dia 13 de março de 2006. Sua mascote era a arara azul, e seu presidente era Carlos Ubiraja Pereira.[carece de fontes?] O clube disputou a terceira divisão do Campeonato Carioca em 2008, porém ficou em último do seu grupo na competição.
Por falta de estrutura, o clube se licenciou das competições profissionais, chegando a se inscrever para participar da competição em 2010, porém, o clube desistiu de participar, e foi suspenso por um ano pela FERJ.[carece de fontes?] Em 2012, o clube disputou novamente a terceira divisão, se classificando em segundo lugar do seu grupo, no entanto desistiu de disputar a segunda fase, sendo eliminado da competição.
Os seguidos problemas levaram o clube a ser vendido para Joacir de Oliveira Thomaz, ex-diretor do São Gonçalo Futebol Clube e empresário do ramo da construção civil, que alterou o nome do clube para Gonçalense Futebol Clube.[carece de fontes?]

### Gonçalense Futebol Clube (2013-2021)

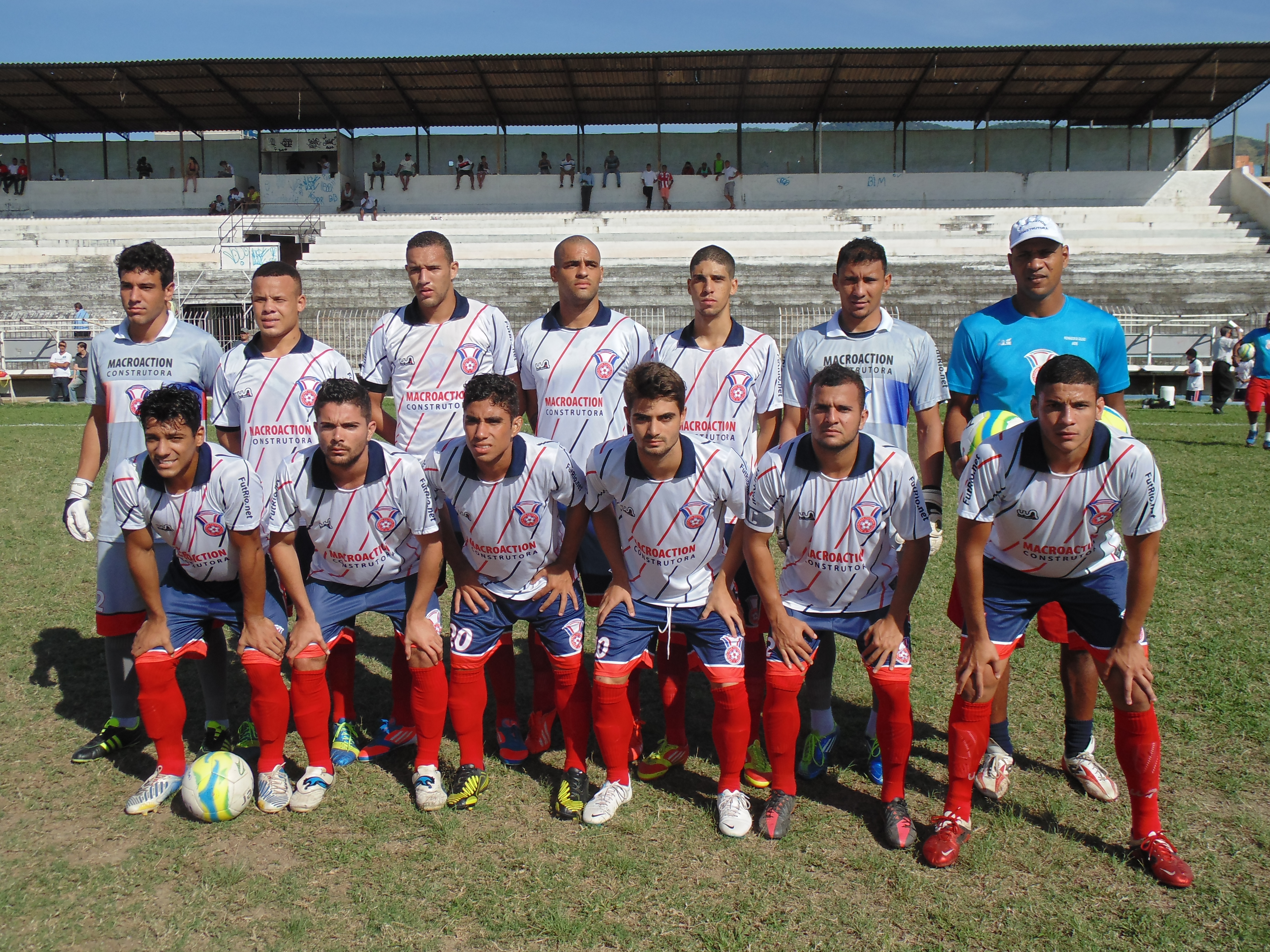
Gonçalense em 2014

A primeira competição oficial do clube foi a Série C do Campeonato Carioca de 2014, sendo campeão já na sua primeira participação ao derrotar o São Gonçalo Futebol Clube na final da competição.
No mesmo ano, o clube anunciou a sua intenção de construir um estádio com capacidade para 43 mil pessoas no bairro de Jardim Catarina. O estádio, denominado Estádio Cantídio Oliveira de Thomaz em homenagem ao pai do presidente do clube e mais conhecido como Catarinão, foi inaugurado em dezembro de 2014, porém com uma capacidade reduzida.
Com o título, o clube disputou a segunda divisão do Campeonato Carioca a partir de 2015. No mesmo ano fez sua primeira participação na Copa Rio, terminando a competição sendo eliminado na semifinal contra o Resende, ocupando a 4ª posição da Copa Rio.
Em 2020, se classificou pela primeira vez as semifinais da Taça Santos Dumont, terminando em 2º lugar do grupo A de maneira invicta, empatado com os mesmos pontos do Duque de Caxias, mas pelo saldo de gols foi ultrapassado pelo Duque de Caxias. Perdeu nas semifinais para o Nova Iguaçu pelo placar de 2x0. Na Taça Corcovado não conseguiu se classificar as semifinais, por conta do saldo de gols. Terminou o Campeonato Carioca Série B1 em 5º colocado.
Em 2021, na Taça Santos Dumont não alcançou as semifinais. Pela primeira vez, se classificou as semifinais da Taça Corcovado de forma antecipada na penúltima rodada. Na semifinal, venceu o Maricá por 1x0 e se classificou para a final da Taça Corcovado. Na final, enfrentou o Audax Rio, no Alzirão, venceu pelo placar de 2x0 e sagrou-se campeão.
Com o título da Taça Corcovado, o Gonçalense se classificou a final do Campeonato Carioca Série A2 em busca do título e do acesso, contra o Audax Rio, campeão da Taça Santos Dumont. No primeiro jogo da final, no Alzirão, mando de campo do Gonçalense, a equipe de São Gonçalo perdeu a primeira partida por 2x1. No segundo jogo da final, no Estádio do Trabalhador, mando de campo do Audax Rio, o Gonçalense foi derrotado pelo placar de 3x1 e tornou-se vice campeão, logo não conseguiu o título e nem o acesso
No mesmo ano, o clube disputou a Copa Rio após 6 anos ausente da competição, o Gonçalense fez a sua segunda participação. Estreou contra o Maricá pelo placar de 2x2. Porém, como mandante, no Alzirão, em Itaboraí, perdeu pelo placar de 3x1 e foi eliminado da Copa Rio na primeira fase da competição.

### Petrópolis Futebol Clube (2022 - os dias de hoje)

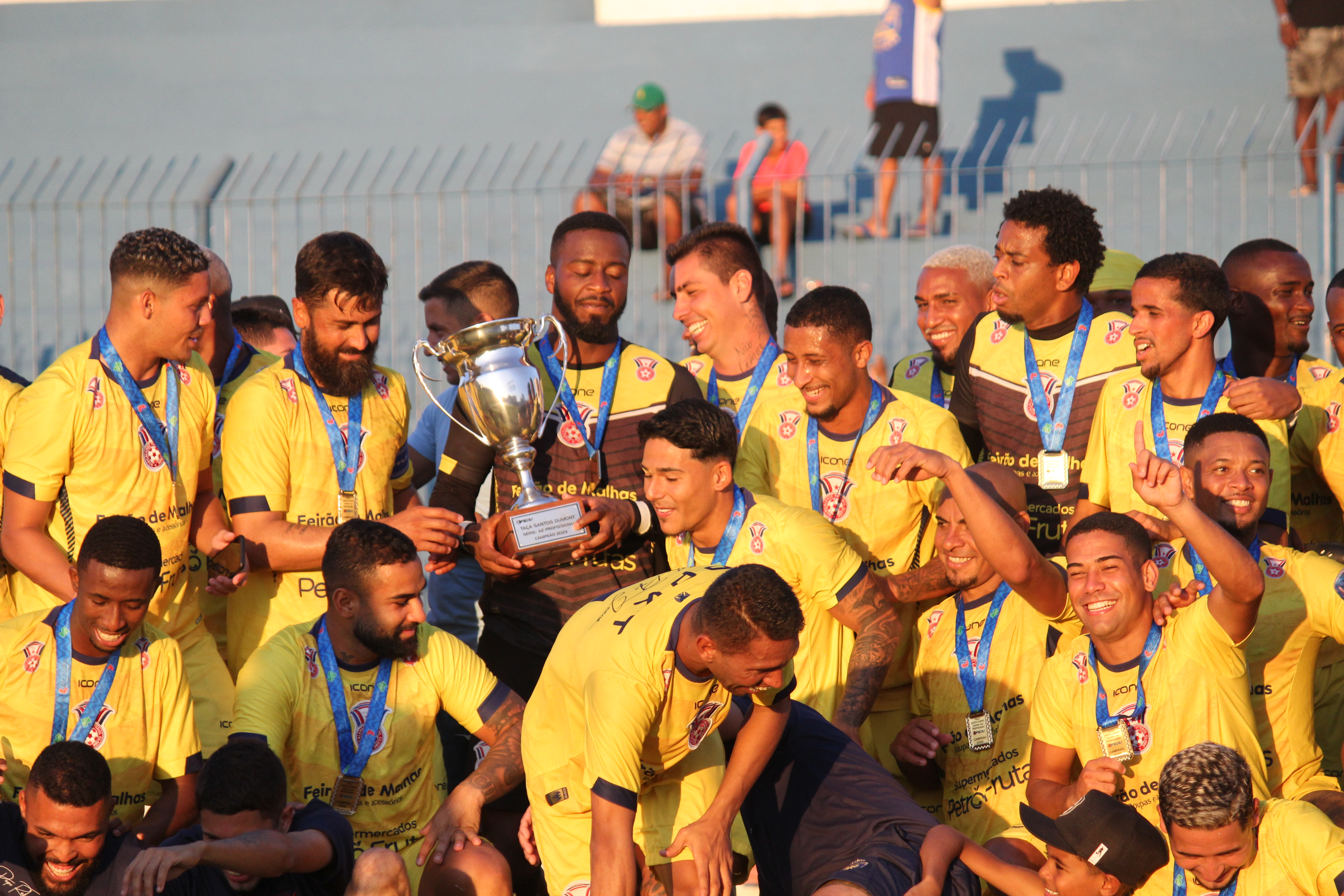
Equipe do Petrópolis campeã da Taça Santos Dumont em 2023

Fundando em 01/02/2022. Em 2022, o clube fez uma parceria com o Petrópolis FC, time de Fut7 da cidade de mesmo nome, o que fez com que o clube jogasse a Série A2 em Petrópolis, no Estádio Atílio Marotti, do Serrano, mudasse as cores de seu uniforme para azul e amarelo e, posteriormente, mudasse sua sede para a cidade. No estadual terminou o Campeonato Carioca Série A2 em 4° colocado. Na Copa Rio, em sua 3° participação na competição, o Gonçalense/Petrópolis chegou às semifinais, sendo eliminado pela Portuguesa-RJ no placar agregado de 2–1.
Em 2023, após vencer as quatro últimas rodadas da fase de grupos do Campeonato Carioca Série A2, o Gonçalense/Petrópolis se sagrou campeão da Taça Santos Dumont ao vencer o Olaria por 2x1, na rua Bariri. Com a conquista da Taça Santos Dumont, o clube se habilitou às semifinais do Carioca Série A2  e foi em busca do título e do acesso. O adversário foi o Olaria, a mesma equipe que enfrentou na última rodada da fase de grupos e garantiu o título do turno. No entanto, o clube perdeu os dois jogos e foi eliminado nas semifinais, e perdeu outra chance de acesso a elite do estadual. Na Copa Rio, o clube disputou mais uma vez a competição, encerrando a sua participação nas quartas de finais, sendo eliminado nos pênaltis pelo seu rival local de Petropólis, o Serrano.
Em 18 de janeiro de 2024, o Gonçalense anunciou a fusão com o Petrópolis, adotando o novo nome de forma definitiva e se transferindo para Petrópolis.

#### Primeiro rebaixamento
Em 2025, a equipe disputou o Campeonato Carioca Série A2, juntamente com outras 11 equipes. Na segunda rodada do campeonato, a  equipe perdeu 3 pontos pelo TJD-RJ, devido a escalação do jogador Marcos Felipe, na derrota por 4 a 0 para o Olaria. Tendo feito uma péssima campanha na competição, a equipe foi rebaixada na última posição, após empatar com o Bangu por 0 a 0, na última rodada. Ainda em 2025, a equipe disputará o Campeonato Carioca Série B1.

## Títulos
| ESTADUAIS          | ESTADUAIS                     | ESTADUAIS | ESTADUAIS  |
|                    | Competição                    | Títulos   | Temporadas |
| ------------------ | ----------------------------- | --------- | ---------- |
|                    | Campeonato Carioca - Série B1 | 1         | 2014       |
| TURNOS DO ESTADUAL |                               |           |            |
|                    | Competição                    | Títulos   | Temporadas |
|                    | Taça Corcovado                | 1         | 2021       |
|                    | Taça Santos Dumont            | 1         | 2023       |

## Temporadas

### Participações
|  | Participações em 2025 |

| Competição          | Temporadas | Melhor campanha     | Estreia | Última | P | R |
| ------------------- | ---------- | ------------------- | ------- | ------ | - | - |
| Série A2 do Carioca | 11         | Vice-campeão (2021) | 2015    | 2025   | – | 1 |
| Série B1 do Carioca | 2          | Campeão (2014)      | 2014    | 2025   | 1 | – |
| Copa Rio            | 6          | Semifinal (2022)    | 2015    | 2025   |   |   |